# Bahnstrecke Heudeber–Mattierzoll
| Streckennummer (DB): | 6871                   |                                                           |                                                           |
| Kursbuchstrecke: | 189r (1934) 676 (1970) |                                                           |                                                           |
| Spurweite: | 1435 mm (Normalspur)   |                                                           |                                                           |
| Minimaler Radius: | 250 m                  |                                                           |                                                           |
| |                        |                                                           |                                                           |
| \| \| \| von Halle (Saale) \| \| \| \| 0,0 \| Heudeber-Danstedt \| Heudeber-Danstedt \| \| \| \| nach Wernigerode \| \| \| \| \| Abzw Mulmke nach Wasserleben \| \| \| \| 2,3 \| Mulmke \| Mulmke \| \| \| 6,3 \| Zilly \| Zilly \| \| \| 7,8 \| Aue \| Aue \| \| \| 10,5 \| Dardesheim \| Dardesheim \| \| \| 11,7 \| Deersheim \| Deersheim \| \| \| 16,9 \| Hessen (Braunschw) \| Hessen (Braunschw) \| \| \| 19,0 \| Veltheim \| Veltheim \| \| \| \| Landesgrenze Sachsen-Anhalt – Niedersachsen \| \| \| \| \| von Braunschweig Nordost \| \| \| \| \| \| \| \| \| 20,8 \| Mattierzoll Süd Übergang zur Bahnstrecke Helmstedt–Börßum \| Mattierzoll Süd Übergang zur Bahnstrecke Helmstedt–Börßum \| |                        |                                                           |                                                           |
| Strecke |                        | von Halle (Saale)                                         | von Halle (Saale)                                         |
| Bahnhof | 0,0                    | Heudeber-Danstedt                                         | Heudeber-Danstedt                                         |
| Abzweig ehemals geradeaus und nach links |                        | nach Wernigerode                                          | nach Wernigerode                                          |
| Abzweig geradeaus und nach links (Strecke außer Betrieb) |                        | Abzw Mulmke nach Wasserleben                              | Abzw Mulmke nach Wasserleben                              |
| Bahnhof (Strecke außer Betrieb) | 2,3                    | Mulmke                                                    | Mulmke                                                    |
| Bahnhof (Strecke außer Betrieb) | 6,3                    | Zilly                                                     | Zilly                                                     |
| Brücke über Wasserlauf (Strecke außer Betrieb) | 7,8                    | Aue                                                       | Aue                                                       |
| Bahnhof (Strecke außer Betrieb) | 10,5                   | Dardesheim                                                | Dardesheim                                                |
| Bahnhof (Strecke außer Betrieb) | 11,7                   | Deersheim                                                 | Deersheim                                                 |
| Bahnhof (Strecke außer Betrieb) | 16,9                   | Hessen (Braunschw)                                        | Hessen (Braunschw)                                        |
| Haltepunkt / Haltestelle (Strecke außer Betrieb) | 19,0                   | Veltheim                                                  | Veltheim                                                  |
| Grenze (Strecke außer Betrieb) |                        | Landesgrenze Sachsen-Anhalt – Niedersachsen               | Landesgrenze Sachsen-Anhalt – Niedersachsen               |
| Abzweig geradeaus und von rechts (Strecke außer Betrieb) |                        | von Braunschweig Nordost                                  | von Braunschweig Nordost                                  |
| |                        |                                                           |                                                           |
| Kopfbahnhof Streckenende (Strecke außer Betrieb) | 20,8                   | Mattierzoll Süd Übergang zur Bahnstrecke Helmstedt–Börßum | Mattierzoll Süd Übergang zur Bahnstrecke Helmstedt–Börßum |

Die Bahnstrecke Heudeber–Mattierzoll war eine rund 21 Kilometer lange, normalspurige Bahnstrecke, welche die Bahnstrecke Halle–Vienenburg in Heudeber-Danstedt im heutigen Sachsen-Anhalt mit dem Bahnhof Mattierzoll im Landkreis Wolfenbüttel im heutigen Niedersachsen verband.

## Geschichte

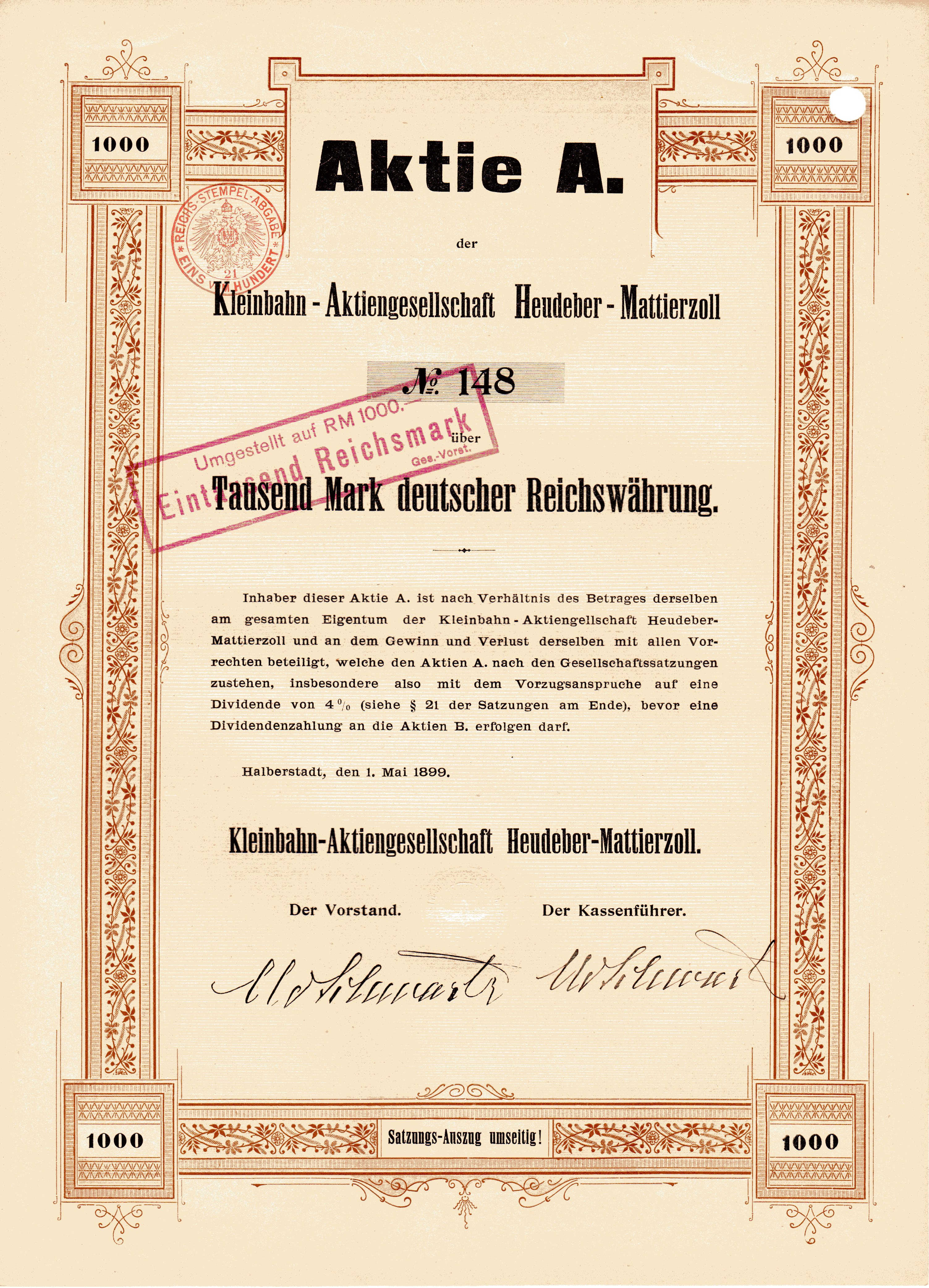
Aktie über 1000 Mark der Kleinbahn-AG Heudeber-Mattierzoll vom 1. Mai 1899

Ursprünglicher Betreiber war die Kleinbahn-AG Heudeber-Mattierzoll. Zu den Gründern der Gesellschaft gehörten das Königreich Preußen, die Provinz Sachsen, der Kreis Halberstadt und die Bahnbaugesellschaft Lenz & Co., die bis 1903 auch den Betrieb führte. Danach übernahm die Provinz Sachsen deren Aktienanteil und ab 1923 auch die Betriebsführung.
Der Güterverkehr wurde am 1. August 1898 aufgenommen; der Personenverkehr folgte genau einen Monat später. Betriebsmittelpunkt war der Bahnhof Hessen, der bis 1941 zum Land Braunschweig gehört hatte. Die Einteilung Deutschlands in Besatzungszonen nach dem Ende des Zweiten Weltkrieges führte im Sommer 1945 zur Unterbrechung des Verkehrs zwischen Mattierzoll und Veltheim. Weiterhin sollte die Kleinbahn als Reparationsleistung abgebaut werden. Dazu kam es jedoch nicht, da die betroffenen Kreise intervenierten und der Oberbauzustand sehr schlecht war.
Anschließend kam die Bahn zu den Sächsischen Provinzbahnen. Von dieser wurden wiederum sämtliche von ihr verwalteten Klein- und Privatbahnen zum 1. April 1949  der Verwaltung der Deutschen Reichsbahn unterstellt. Ab diesem Zeitpunkt war der Bahnhof Hessen Einsatzstelle des Betriebswerks Halberstadt.
1951 wurde der bisherige Kleinbahnhof in Heudeber aufgegeben und die Bahnstrecke am Abzweig Mulmke direkt mit der Bahnstrecke Halle–Vienenburg verbunden.
Der Personenverkehr zwischen Veltheim und Hessen wurde am 20. November 1961 eingestellt, am 7. Dezember 1969 folgte hier der gesamte Betrieb. Der Personenverkehr Heudeber-Danstedt–Hessen endete am 31. Mai 1970. Die Strecke wurde jedoch nicht abgebaut, da sie wegen ihrer Grenznähe im Krisenfall reaktivierbar sein sollte. Das Teilstück Heudeber-Danstedt–Zilly wurde sogar noch einmal saniert und offiziell erst 1995 stillgelegt.
Bis 2025 soll auf einem Teil der alten Trasse ein Radweg entstehen.

## Überlieferung
Die Überlieferung der Kleinbahn AG Heudeber – Mattierzoll befindet sich in der Abteilung Dessau des Landesarchivs Sachsen-Anhalt.

## Einzelnachweis
1. ↑  Alle (Rad-)Wege führen nach Osterwieck. Abgerufen am 23. Juni 2021.